# Andreas Bjelland
Andreas Bjelland (ur. 11 lipca 1988 w Vedbæk) – duński piłkarz występujący na pozycji obrońcy w Lyngby BK.

## Kariera klubowa
Bjelland zawodową karierę rozpoczynał w 2007 roku w klubie Lyngby BK z Superligaen. W tych rozgrywkach zadebiutował 22 lipca 2007 roku w przegranym 0:3 pojedynku z Randers FC. W 2008 roku spadł z zespołem do 1. division. W Lyngby spędził jeszcze rok.
W 2009 roku podpisał kontrakt z pierwszoligowym FC Nordsjælland. Pierwszy ligowy mecz zaliczył tam 12 września 2009 roku przeciwko FC Midtjylland (2:0). 16 maja 2010 roku w zremisowanym 3:3 spotkaniu z Esbjergiem strzelił pierwszego gola w Superligaen. W 2010 i 2011 roku wywalczył z klubem Puchar Danii, a w 2012 mistrzostwo kraju.
W latach 2012–2015 zawodnik holenderskiego klubu FC Twente. W Eredivisie zadebiutował 12 sierpnia 2012 roku w wygranym 4:1 meczu z FC Groningen. W 2015 roku przeszedł do Brentford, a w 2018 roku do FC København. W sezonie 2018/19 zdobył z klubem mistrzostwo Danii, a rok później doszedł do ćwierćfinału Ligi Europy. 15 lipca 2021 roku został wypożyczony do Lyngby BK na okres jednego sezonu. W maju 2022 roku ogłoszono, że Bjelland definitywnie przejdzie do Lyngby.
| Sezon   | Klub             | Kraj     | Rozgrywki    | Mecze | Bramki | Rozgrywki Europy | Mecze | Bramki |
| ------- | ---------------- | -------- | ------------ | ----- | ------ | ---------------- | ----- | ------ |
| 2007/08 | Lyngby BK        | Dania    | SAS Ligaen   | 11    | 0      | –                | –     | –      |
| 2008/09 | Lyngby BK        | Dania    | 1. division  | 22    | 1      | –                | –     | –      |
| 2009/10 | Lyngby BK        | Dania    | 1. division  | 4     | 0      | –                | –     | –      |
| 2009/10 | FC Nordsjælland  | Dania    | SAS Ligaen   | 22    | 1      | –                | –     | –      |
| 2010/11 | FC Nordsjælland  | Dania    | Superligaen  | 24    | 1      | –                | –     | –      |
| 2011/12 | FC Nordsjælland  | Dania    | Superligaen  | 26    | 1      | Liga Europy UEFA | 2     | 0      |
| 2012/13 | FC Twente        | Holandia | Eredivisie   | 6     | 0      | Liga Europy UEFA | 4     | 0      |
| 2013/14 | FC Twente        | Holandia | Eredivisie   | 33    | 0      | –                | –     | –      |
| 2014/15 | FC Twente        | Holandia | Eredivisie   | 26    | 3      | Liga Europy UEFA | 1     | 0      |
| 2015/16 | Brentford        | Anglia   | Championship | 0     | 0      | –                | –     | –      |
| 2016/17 | Brentford        | Anglia   | Championship | 28    | 0      | –                | –     | –      |
| 2017/18 | Brentford        | Anglia   | Championship | 34    | 1      | –                | –     | –      |
| 2018/19 | FC København     | Dania    | Superligaen  | 30    | 1      | Liga Europy UEFA | 11    | 0      |
| 2019/20 | FC København     | Dania    | Superligaen  | 21    | 0      | Liga Europy UEFA | 8     | 0      |
| 2020/21 | FC København     | Dania    | Superligaen  | 3     | 0      | Liga Europy UEFA | 1     | 0      |
| 2021/22 | Lyngby BK (wyp.) | Dania    | 1. division  | 24    | 1      | –                | –     | –      |
| 2022/23 | Lyngby BK        | Dania    | Superligaen  | 18    | 0      | –                | –     | –      |
| 2023/24 | Lyngby BK        | Dania    | Superligaen  | 7     | 0      | –                | –     | –      |

Stan na: 19 września 2023

## Kariera reprezentacyjna
Bjelland jest byłym reprezentantem Danii U-16, U-18, U-19 oraz U-21. W pierwszej reprezentacji zadebiutował 17 listopada 2010 roku w zremisowanym 0:0 towarzyskim meczu z Czechami. Znalazł się w kadrze na Euro 2012, jednak nie rozegrał na nim ani jednego spotkania.

## Sukcesy
FC Nordsjælland
- Mistrzostwo Danii: 2011/2012
- Puchar Danii: 2009/2010, 2010/2011

FC København
- Mistrzostwo Danii: 2018/2019